# 雷澤遠
雷澤遠為中國清朝武官官員，本籍湖南。雷澤遠於1738年（乾隆3年）奉旨接替觀柱，於台灣地區擔任台灣北路協副將。而隸屬台灣鎮之下的此官職是台灣清治時期中的這階段，台南以北之台灣中南部及北部的駐地最高武官將領。
| 前任： 觀柱 | 台灣北路協副將 1738年上任 | 繼任： 江化龍 |